# 善庆 (張佳氏)
善庆（穆麟德轉寫：šanking，？—1888年），张佳氏，满洲正黄旗人，清朝政治人物。
善庆驻防黑龙江，为吉林双城堡总管。咸丰年间跟随胜保镇压捻军，升协领，擢升为杭州副都统。同治元年（1862年）率吉林、黑龙江马队赴皖攻捻。转战安徽、河南、湖北、山东、江苏诸地，同治六年（1867年），与刘铭传攻东捻军杀任柱，赐号“济特固勒忒依巴图鲁”，封二等轻车都尉世职。同治七年（1868年）擢升为杭州将军。光绪元年（1875年）调绥远城将军，历任宁夏将军、江宁将军。光绪十一年（1885年）充御前侍卫，佐海军事务。光绪十三年（1887年）出为福州将军。光绪十四年（1888年）卒，谥勤敏。